# Lagunillas (Michoacán)
Lagunillas è una municipalità dello stato di Michoacán, nel Messico centrale, il cui capoluogo è la località omonima.
La municipalità conta 5.506 abitanti (2010) e ha un'estensione di 83,70 km².
Il nome della località ricorda che nei tempi passati la zona era piena di laghi e lagune.